# Косуйенки (Жанакорганский район)
Косуйенки (каз. Қосүйеңкі) — село в Жанакорганском районе Кызылординской области Казахстана. Административный центр и единственный населённый пункт сельского округа Косуйенки. Код КАТО — 434054100.

## Население
В 1999 году население села составляло 815 человек (422 мужчины и 393 женщины). По данным переписи 2009 года, в селе проживало 940 человек (491 мужчина и 449 женщин).